# Ana Dorotea de Austria
Ana Dorotea de Austria (Viena, 1612 - Madrid, 14 de agosto de 1694) fue una hija ilegítima del emperador Rodolfo II del Sacro Imperio y de la dama Catalina Strada. Pasó la mayor parte como religiosa en el monasterio de las Descalzas Reales de Madrid.

## Biografía

### Infancia en Viena
Nacida en Viena en 1612, fue fruto de la relación del emperador Rodolfo II y de la dama bohemia, Catalina Strada. 
Muertos sus progenitores, fue recogida y protegida en palacio por sus tíos el emperador Matías, sucesor de su padre en el trono del Sacro Romano Imperio y su esposa Ana del Tirol. En su confirmación y en claro homenaje a su protectora tomó también el nombre de Ana.
Durante la enfermedad que acabaría finalmente con su vida, su tía la envió a vivir al convento de Portacoeli de Viena, de agustinas regulares. Tras la muerte de la emperatriz y del emperador y de sus tíos los archiduques Maximiliano y Alberto, su tía Margarita de Austria (Profesa en las Descalzas Reales de Madrid bajo el nombre de sor Margarita de la Cruz) pidió a su sobrino Felipe III que pidiera a su primo el emperador que la niña viajara hasta Madrid y se quedara junto a su tía. Felipe III admitió la propuesta, pero murió antes de poder ponerla en marcha, por lo que fue Felipe IV quien finalmente concertó el viaje a España con su tío el emperador Fernando. Antes de iniciar el viaje, el emperador la había mandado llamar para que volviese a habitar en palacio.

### Viaje a España
El viaje se efectuó sin revelar la identidad de Dorotea, debido a la continuación de la guerra en Alemania y la inseguridad que vivía la península italiana. Sin embargo el cortejo era el considerado como el suficiente para su rango. La comitiva partió del puerto de Génova en tres galeras con dirección a las costas españolas. En el momento en que ya se encontraban cercanos a la costa fueron atacados por una escuadra otomana comandada por gentes de Biserta y posteriormente ya cerca de Barcelona, por una tempestad consiguiendo Ana Dorotea escapar milagrosamente al naufragio de la galera principal, llegando a Barcelona. 
En Barcelona fueron recibidos por el obispo de Barcelona, Juan Sentis, a la sazón, virrey de Cataluña. Tras descansar unos días y reponer sus fuerzas y bienes (Ya que la mayoría de los bienes que traían se habían perdido en el naufragio) pusieron rumbo a Zaragoza donde fueron recibidos por el virrey de Aragón, don Fernando de Borja. Don Fernando de Borja asignó para acompañar a la marquesa de Austria (Ya que fue bajo este título seglar como se la conoció en España) a en la siguiente etapa de su viaje a Diego Jerónimo de Vega, consejero del consejo patrimonial de Aragón, tesorero del Rey. Doña Ana Dorotea prosigue su viaje hasta Alcalá de Henares, donde es recibida por don Gabriel de Alarcón, caballero de Santiago y contador del Tribunal de Cuentas, comisionado por el Rey para tal fin. En Alcalá recibió las visitas del embajador del Emperador, conde de Franckemburg y de su mujer con quienes partió al día siguiente a Barajas, donde comió. Junto con las marquesas del Carpio y Alcañices (hermanas del conde-duque de Olivares) a la huerta del Condestable, donde se hospedaría hasta su entrada pública en Madrid. Visitó a su tía Margarita en secreto en el convento de las Descalzas Reales y al día siguiente, 30 de diciembre de 1622 hizo su entrada pública en Madrid en presencia de los Reyes y los infantes don Carlos y don Fernando y pasando a vivir en las Descalzas Reales.

### Vida religiosa
Tomó el hábito el domingo de la infraoctava de Epifanía o del Niño Perdido de 1624. Delante de los Reyes y la corte hizo su profesión solemne, una vez alcanzada la edad prescrita en el Concilio de Trento, el 18 de septiembre de 1628, día en que se celebraba en las Descalzas Reales el Santo Nombre de María. Un mes después tomó el velo.
Durante su vida religiosa contó con privilegios especiales similares a los concedidos a su tía, como el de elegir confesor y poder dar audiencias. Durante su vida en el convento fue considerada como una suerte de continuadora de la tradición establecida por la emperatriz María de formar parte del mismo miembros de la familia.  Así el convento continuo acogiendo y protegiendo a otros miembros de la familia. Es el caso de doña Mariana de Austria (Bruselas, 1641 - 1715), hija ilegítima del cardenal infante don Fernando, que acabaría profesando en 1659 bajo el nombre de sor Mariana de la Cruz y de doña Margarita de Austria (Nápoles, c. 1650 - Madrid, 1686) hija ilegítima de don Juan José de Austria, luego profesa en 1666 bajo el mismo nombre, sor Margarita de la Cruz que su tía tatarabuela y mentora de sor Ana Dorotea,  Margarita de Austria (1567-1633).
Fue autora de diversas obras literarias. Ejerció también el mecenazgo artístico en su convento, encargando la restauración de la escalera principal del mismo, en 1656 y la realización de la capilla de Guadalupe del claustro alto a Sebastián Herrera Barnuevo en 1690.
Murió entre las nueve y diez de la noche del 14 de agosto de 1694 con la avanzada edad de 82 años, y a su entierro asistió la familia real al completo.
A su muerte y durante su vida religiosa era nombrada como sor Ana Dorotea de Austria, marquesa de Austria.